# Andromède
Andromède war die Bezeichnung für eine französisch-russische Forschungsmission, bei der sich die französische Raumfahrerin Claudie Haigneré zusammen mit ihren Kollegen Wiktor Afanassjew und Konstantin Kosejew neun Tage lang an Bord der Internationalen Raumstation (ISS) befand. Die Hauptbesatzung der ISS war in diesem Zeitraum die ISS-Expedition 3.

## Vorbereitung
Andromède war der achte französische Raumflug in Zusammenarbeit mit der Sowjetunion bzw. Russland. Grundlage dieses Flugs war ein Vertrag vom September 1996 zwischen der französischen Raumfahrtbehörde CNES und der russischen Roskosmos.
Claudie Haigneré wurde als Besatzung nominiert, ihr Ersatz war die russische Kosmonautin Nadeschda Kuschelnaja. Haigneré hatte mit Cassiopée im Jahr 1996 schon einen Raumflug zur Mir-Station absolviert. Kuschelnaja war seit 1994 Kosmonautin, hatte aber noch keinen Raumflug absolviert.
Haigneré war zwar im November 1999 offiziell von der französischen Raumfahrtbehörde CNES zur ESA ins Europäische Astronautenkorps gewechselt, dennoch wurde sie für diese rein französisch-russische ISS-Mission freigestellt.

## Missionsverlauf
Haigneré startete mit dem Raumschiff Sojus TM-33 mit ihrem Kommandanten Wiktor Afanassjew, der seine vierte Mission im All durchführte, und dem Weltraumneuling Konstantin Kosejew am 23. Oktober 2001 zur ISS. Die automatische Ankopplung an die ISS erfolgte zwei Tage später, dort wurden sie dann von der Crew der ISS-Expedition 3 begrüßt. Dies waren ISS-Kommandant Frank Culbertson aus den USA und die ISS-Bordingenieure Wladimir Deschurow sowie Michail Tjurin aus Russland.
Die Mission diente unter anderem auch dem Austausch der Rettungsraumschiffe, das am 30. April 2001 angedockte Raumschiff Sojus TM-32 hatte sein „Missionslimit“ fast erreicht und diente so als Rückkehrkapsel, während Sojus TM-33 bei der ISS verblieb. Die Luken zwischen Sojus TM-32 und dem Modul Pirs schlossen sich am 30. Oktober 2001 um 22:37 UTC und das Raumschiff koppelte tags darauf um 01:39 UTC ab. Um 04:59 setzte Sojus TM-32 in der kasachischen Steppe auf.

### 1. Flugtag
Start in Baikonur um 8:59 UTC an Bord von Sojus TM-33 zur zweitägigen Reise zur ISS. Nach weniger als neun Minuten wurde die Umlaufbahn erreicht. Haigneré hatte einen Teddybär als Talisman dabei.

### 2. Flugtag
Flugphase in Richtung zur ISS. Flüge der Sojus benötigten zu der Zeit zwei Tage, um die Raumstation zu erreichen. Funkkontakt zum russischen Raumkontrollzentrum bestand immer nur für 10–20 Minuten, während das Raumschiff sich über russischem Territorium befand.

### 3. Flugtag
Um 10:44 UTC dockte das Sojus-Raumschiff planmäßig automatisch an der ISS an. Nach dem Öffnen der Verbindungsluken um 12:16 UTC schwebte Claudie Haigneré als erste von der Sojus-Kapsel in die Raumstation. Sie wurde damit zur ersten europäischen Frau auf der ISS. Der französische Ministerpräsident Lionel Jospin sowie Vertreter von CNES, ESA, Roskosmos und dem Unternehmen RKK Energija beobachteten die ersten Bilder der Begrüßung vom Kontrollzentrum in Moskau aus. Jospin sendete Gratulationen an die Andromède-Crew.
Die Neuankömmlinge brachten als Erstes Versorgungsgüter und weitere Nutzlasten aus der Sojus in die Raumstation. Anschließend wurde die persönliche Ausrüstung, das sind insbesondere die Raumanzüge und die maßgefertigten Sitze, in die Rückkehrkapsel Sojus TM-32 transportiert.

### 4. Flugtag
Mit dem Beginn der wissenschaftlichen Experimente begann Haigneré sich im Wesentlichen auf das COGNI-Experiment (Cognitive Process for 3-D Orientation Perception and Navigation in Weightlessness) zu konzentrieren. Ein Problem mit der Tastatur verzögerte das Experiment. Mit dem COGNI-Experiment sollte ein besseres Verständnis gewonnen werden, wie das Gehirn die Schwerkraft bei der Orientierung im dreidimensionalen Raum benutzt. Alle drei Mitglieder der Andromède-Crew waren beteiligt und mussten computergenerierte Bilder anschauen und identifizieren. Die Messungen sollen zweimal während des Flugs vorgenommen und mit denen auf der Erde (vor und nach dem Flug) verglichen werden. Es sollte ermittelt werden, wie sich das Gehirn an eine Umgebung in der Schwerelosigkeit anpasst.
Weiterhin wurde an dem Aquarius-Experiment weitergearbeitet. Mit diesem Experiment wurde die frühe Entwicklung von Amphibien und Hefen in der Schwerelosigkeit untersucht. Mit dem Experiment Cardioscience wurden Phänomene zu Kreislaufstörungen untersucht, die bei der Rückkehr zur Erde für die Astronauten unangenehm sein können.

### 5. Flugtag
Am Morgen sprach Haigneré mit dem französischen Wissenschaftsminister Schwartzenberg in Paris. Einer der wesentlichen Aspekte der Andromède-Mission ist die Zusammenarbeit mit Schulkindern und Studenten zur Forschung auf der ISS, und so drückte Haigneré ihr besonderes Engagement bei dieser Zusammenarbeit aus.
Mit Hilfe von der Erde arbeitete Haigneré weiter an dem Problem mit der Tastatur am COGNI-Experiment. Eine Backup-Prozedur war für den nächsten Tag geplant.
Die Andromède-Crew testete auch die sogenannte Mirsupio-Tasche, die schon beim Pereseus-Flug 1999 zum Einsatz gekommen war. In dieser elastischen Tasche können kleinere Gegenstände schnell verstaut und wieder herausgenommen werden, ohne einen Reißverschluss oder andere Befestigungssysteme zu verwenden. Durch die durchsichtige Lasche können die Astronauten erkennen, was sich in der jeweiligen Tasche befindet.
Der Fortschritt der Mission war gut und die Crew hatte sich an das Leben auf der Station angepasst. Haigneré betätigte bei einem Fernsehinterview, dass sie sich sehr schnell an die Bedingungen auf der Station gewöhnen konnte, auch aufgrund der Erfahrungen aus ihrer Mission zur Mir 1996.

### 6. Flugtag
Nachdem die Probleme am COGNI-Experiment behoben werden konnten, war es für Claudie Haigneré und ihren Kollegen möglich, die vorgesehenen Untersuchungen in vollem Umfang zu beginnen. Dabei wurden auch die Tests zum Erinnerungsvermögen und der Reaktionsfähigkeit in der Schwerelosigkeit fortgesetzt.
Das während der gesamten Mission laufende Plasma-Kristall-Experiment (PKE) begann, Bilder von Mustern makroskopischer Teilchen in einem Plasma aufzunehmen.
An diesem Tag wurde außerdem die Internationale Raumstation mit dem 2001 Prince of Asturias Award für internationale Zusammenarbeit ausgezeichnet. Der damalige Kronprinz Spaniens Don Felipe gratulierte den beiden Besatzungen im Beisein von ESA-Astronaut Pedro Duque von einer Zeremonie aus dem asturischen Oviedo.

### 7. Flugtag
An diesem Samstag gab es ein reduziertes Arbeitspensum, um den Astronauten nach einer anstrengenden Woche etwas Erholung zu ermöglichen.
Das wichtigste Ereignis für Haigneré war eine Fernsehkonferenz zum Cité de l’espace, einem Weltraum-Themenpark in Toulouse. Sie beantwortete Fragen von dort anwesenden Schülern. Währenddessen war sie von den wöchentlichen Reinigungsarbeiten auf der Station befreit, mit denen der Rest der Besatzungen beschäftigt war.
Zu den einzelnen Experimenten wurden Datensicherungen vorgenommen.
Am Abend konnte Haigneré dann mit dem CapCom und ESA-Astronauten Michel Tognini einige Worte wechseln.

### 8. Flugtag
Am Vormittag dieses Sonntags zeigte Haigneré eine Video-Tour durch die Raumstation, aufgezeichnet am vorherigen Tag zusammen mit Afanassjew. Das Video zeigte die Sojus-Kapsel an der Raumstation mit dem Roboterarm aus Kanada im Hintergrund, die Module des russischen Segments bis zum Destiny-Modul und dem Airlock-Modul, in dem sie ihren Wohn- und Schlafraum eingerichtet hatte. Live präsentierte sie außerdem die erste, und damals noch neue, Ein-Euro-Münze aus dem Weltraum.
Sie beschäftigte sich dann noch mit dem Aquarius-Experiment und führte beide Tests am COGNI-Experiment durch. Bei Konversationen mit der Bodenstation zum Plasma Kristall Experiment beeindruckte sie mit ihren Sprachkenntnissen, wie sie zwischen russischen, deutschen und englischen Fachbegriffen wechselte.

### 10. Flugtag
Während der täglichen Konferenz zur Planung der Aktivitäten bedankte sich Alain Labarthe, der Chef des Andromède-Projektes bei CNES, bei der Mannschaft. Der ESA-Astronaut Reinhold Ewald, der während der gesamten Mission im Moskauer Kontrollzentrum war, hob die besondere Leistung von Haigneré hervor.
Nach Problemen mit dem Cardioscience-Experiment am Vortag wurden die Messungen, nachdem die Batterien leer wurden, vorzeitig beendet. Die vollständigen Daten des Plasma Kristall Experiments wurden gesichert, um später auf der Erde ausgewertet werden zu können.
Das von der ESA beigesteuerte Granada Crystallisation Facility, in dem Proteinkristalle seit dem Beginn der Mission gewachsen sind, sollte ebenso mit zu Erde zurückkehren wie ein Frosch und Salamanderlarven aus dem Aquarius-Experiment.

### 11. Flugtag
Die Luke zur Raumstation wurde um 22:37 UTC am Vortag geschlossen, die Abkopplung erfolgte dann um 01:39 UTC. Die Sojus-Kapsel setzte dann planmäßig um 04:59 UTC im Norden Kasachstans auf.

## Bedeutung
Die französische Raumfahrtbehörde CNES hatte keinen weiteren Vertrag für weitere eigenständige Forschungsmissionen auf der ISS. Im Februar 2008 jedoch flog Léopold Eyharts mit der Shuttle-Mission STS-122 zur ISS und absolvierte einen einmonatigen Aufenthalt im Rahmen der ISS-Expedition 16.